# قشلاق حضرت قلي غلام (مقاطعة بيله سوار)
قشلاق حضرت قلي غلام (بالفارسية: قشلاق حضرتقلی غلام) هي منطقة سكنية تقع في إيران في أردبيل. يقدر عدد سكانها بـ 75 نسمة .